# Николаевский собор (Бангкок)
Никола́евский собо́р (тайск. อาสนวิหารแห่งนักบุญนิโคลัสฯ) — кафедральный собор Таиландской епархии Русской православной церкви, расположенный в Бангкоке в районе Пхракханонг. Первый православный приход в этой стране. В 2000—2016 годы при данном приходе располагалось представительство Русской православной церкви в Королевстве Таиланд.

## История

### Основание прихода
С середины 1990-х годов все большое количество россиян обосновались в Таиланде. Поэтому вскоре в адрес Патриарха Московского и всея Руси Алексия II и в ОВЦС Московского Патриархата стало поступать большое количество писем с просьбой о духовном окормлении православных верующих, проживающих и работающих в Королевстве Таиланд.
В июне 1999 года игумен Олег (Черепанин) был направлен в Королевство Таиланд. Через три месяца он вернулся в Россию с докладом в руках и вскоре был отправлен обратно для организации прихода в Бангкоке.
28 декабря 1999 года Священный Синод Русской Православной Церкви, заслушав доклад главы ОВЦС митрополита Смоленского и Калининградского Кирилла (Гундяева), постановил «образовать в городе Бангкок (Таиланд) приход Русской Православной Церкви — во имя Святителя Николая» и назначил игумена Олега (Черепанина) его настоятелем.
Прибыв в Таиланд, игумен Олег, в первую очередь посетил все российские представительства и коммерческие компании с тем, чтобы лично познакомиться с будущей паствой, нанёс официальные визиты послам православных стран, аккредитованных в Бангкоке. Чрезвычайный и Полномочный посол Греции в Таиланде отказался встретиться с русским священником, полагая, что Таиланд является зоной пастырской ответственности Константинопольского Патриархата. Отношения с Российским посольством тоже первоначально не складывались.
Как отмечал один из первых прихожан Мишель де Валери: «Какое-то время отцу Олегу приходилось проводить богослужения под манговым деревом в виду ряда трудностей с помещением. Первая церковь находилась в бывшем здании представительства ООН». По словам архимандрита Олега: «Община собиралась буквально по одному человеку. В первое время приходили в основном работники Российского Посольства и сотрудники ООН, которые служат по пожизненным контрактам»
Значительной помощью для прихода была встреча игумена Олега с владелицей значительной недвижимости в Бангкоке Саманчит Тхамовит. По воспоминаниям игумена Олега (Черепанина): «Каким-то наитием мы встретили госпожу Саманчит Тамовит, почтенную пожилую женщину, владелицу значительной недвижимости в престижном районе Бангкока, рядом с королевской резиденцией. Трудно объяснить, почему она прониклась к нам симпатией и пониманием. О Православии тогда никто не знал, все воспринимали нас настороженно. Даже местные христиане спрашивали: „А православные веруют во Христа?“. И вот, не имея регистрации, только основываясь на праве личной собственности этой тайской женщины, буддистки по вероисповеданию, нам удалось устроить первый временный храм в Бангкоке».

### Первый храм
Саманчит Тхамовит предоставила Свято-Николаевскому приходу участок земли, на котором располагалось два жилых строения. В одном из которых и был устроен первоначально храм во имя святителя и чудотворца Николая. По устройстве и благоукрашении храма незамедлительно начались уставные богослужения и формирование православной общины Бангкока.
Довольно быстро приход перестал состоять исключительно из выходцев из бывшего СССР. Благодаря Временному поверенному в делах Румынии в Таиланде Константину Суреску и его супруги Корнелии, приход стали активно посещать верующие румыны. Кроме того, 5 августа 2001 года игумен Олег крестил первого тайца — Даная Ванну.
27 декабря 2001 года Священный синод Русской православной церкви учредил при Никольском приходе Представительство Русской православной церкви в Королевстве Таиланд с поручением духовного окормления православной паствы в соседних Камбодже и Лаосе.
Попытки игумена Олега зарегистрировать приход первоначально потерпели крах: властями Таиланда было отказано в государственном признании Русской Православной Церкви в Таиланде как новой религиозной конфессии. Этому способствовало как довольно строгое религиозное законодательство страны, так унаследованное с советских времён настороженность таиландских властей по отношению к России. Нормализации положения православного прихода в Бангкоке и укреплению доверия к нему способствовали: архипастырская поездка митрополита Кирилла (Гундяева) в Таиланд, письмо главы Традиционной сангхи России хамбо-ламы Дамбы Аюшеева к королю Таиланда с просьбой о государственном признании Русской православной церкви в Таиланде в 2002 году, государственный визит Президента России Владимира Путина в 2003 году и ответный государственный визит в Россию королевы Таиланда Сирикит в июле 2007 года.
В 2005 году приход построил небольшой отдельный храм. Богослужения совершались ежедневно: 7.00 часов утра и в 19.00 часов вечера по будням, в воскресные дни — в 7.00 и 9.30 часов утра, и в 19.00 вечером. В храм всё чаще приходили тайцы. Если кто то из них выражал желание принять крещение, то игумен Олег вначале беседовал с ним, давал ему Евангелие, христианскую литературу, чтобы человек мог подготовиться и сознательно принять крещение.
13 декабря 2007 года храм посетил Заместитель Председателя ОВЦС Московского Патриархата епископ Егорьевский Марк (Головков).
В начале 2008 года таиландские власти, рассмотрев многолетнюю деятельность православной общины в Таиланде, признали её полезной, соответствующей интересам Королевства, укрепляющей нравственные и моральные устои общества. 20 июня 2008 года было принято решение зарегистрировать православную общину в Таиланде, как юридическое лицо в формате общественного фонда с названием «มูลนิธิชาวคริสต์ศาสนิกชนดั้งเดิมออร์โธด็อกซ์ในประเทศไทย» («Orthodox Christian Church in Thailand»). Головной офис Фонда Православной Церкви в
Таиланде после этого расположился при Свято-Николаевском приходе.

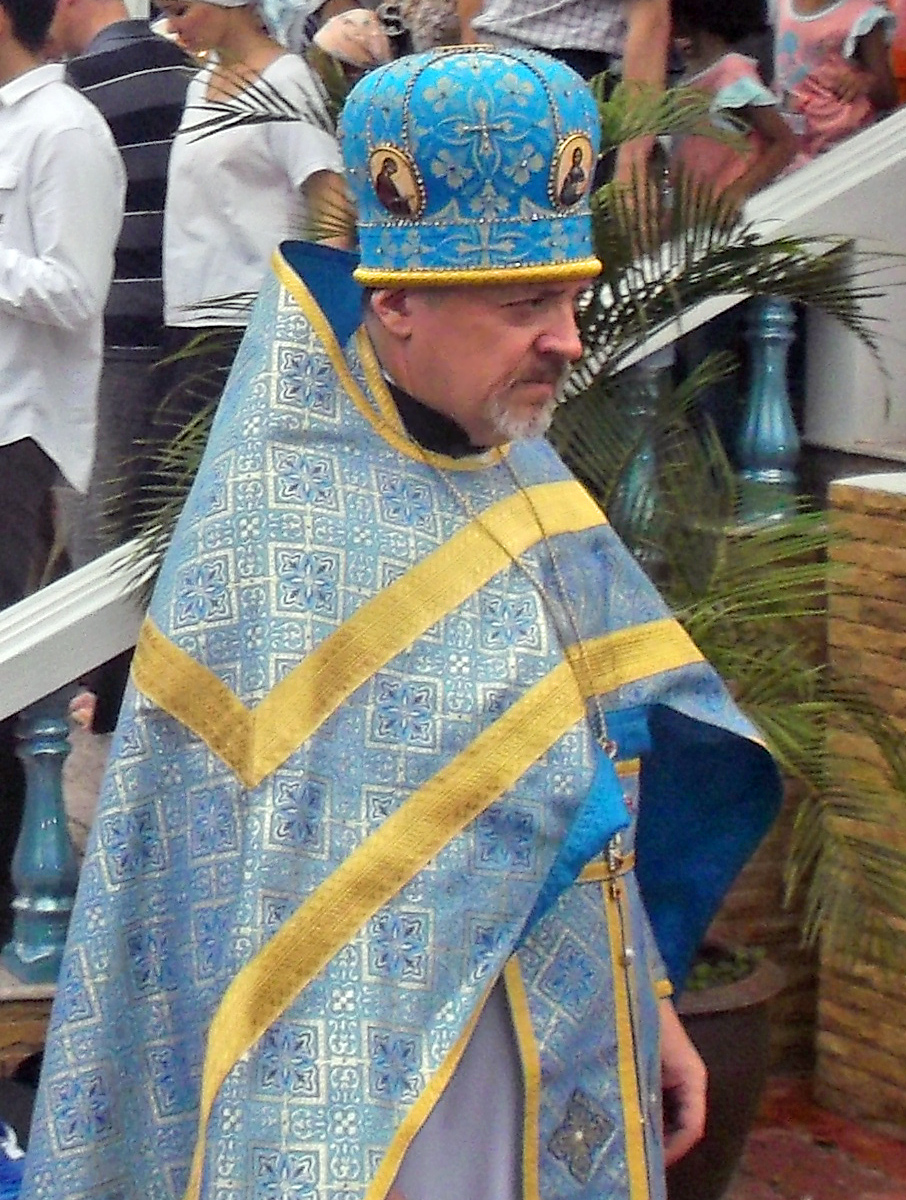
Архимандрит Олег (Черепанин) в 2014 году

20 июля 2008 года состоялось заседание приходского собрания Николаевского храма, на котором было принято решение о необходимости приобретения в собственность прихода участка земли в Бангкоке и строительства на нём православного храма.
19 декабря 2009 года, в день памяти святителя Николая, в храме провели богослужение большая группа духовенства, прибывшая в Бангкоке по случаю празднования 10-летия Православия в Таиланде: председатель Отдела внешних церковных связей Московского Патриархата архиепископ Волоколамский Иларион (Алфеев), настоятель храма во имя святых апостолов Петра и Павла в Гонконге протоиерей Дионисий Поздняев, настоятель Свято-Троицкого храма в Улан-Баторе священник Алексий Трубач, настоятель храма во имя равноапостольного князя Владимира в Джакарте иеромонах Иоасаф (Тандибиланг), клирик Успенского прихода в Сингапуре священник Александр Донденко, помощник председателя ОВЦС протодиакон Владимир Назаркин. За Божественной литургией архиепископ Иларион возвёл клириков Никольского храма игумена Олега (Черепанина) в сан архимандрита и наградил священника Даниила Ванна правом ношения набедренника.
В 2010 году журнал «Нескучный сад» так описывал жизнь прихода: «Перед дверьми бангкокского храма в честь святителя Николая высится гора босоножек, а внутри здания по кафелю шлепают босые ноги прихожан. Настоятель храма отец Олег тоже служит без обуви, но в чёрных носках. Причина такого поведения кроется в особенном отношении тайцев к ногам, которые в культуре страны считаются самой грязной и низкой частью тела. <…>
Вместо „Господи, помилуй“ на ектеньях слышится „Lord, have mercy“. Прихожане поют все вместе, пользуясь распечатанным на принтере текстом службы. В основном это этнические русские и их тайские супруги, но есть на приходе и англоговорящие, греки, румыны. <> Служба идет попеременно на тайском, английском и церковнославянском языках с преобладанием последнего. Возносятся молитвы о здравии королевского дома Таиланда. Как такового свечного ящика в храме нет, свечи лежат в коробке без каких бы то ни было указаний на „рекомендуемый размер пожертвования“, а рядом стоит кружка».

### Современный храм
Местным архитектором был спроектирован пятикупольный шатровый храм. Как отмечал архимандрит Олег (Черепанин): «В Таиланде существует закон запрета на некоторые профессии для иностранцев. Архитектурой в королевстве могут заниматься только тайцы. Поэтому у нас нет другого выхода, как пользоваться услугами местного специалиста. <…> Тот архитектор, который сегодня работает с нами, уже подготовил проекты храмов Русской Православной Церкви, которые сегодня есть в стране. Он же создал проект будущей Никольской церкви в Бангкоке. Мы показали ему картинки с видами храма, который хотели бы иметь, а он воплотил все в проект с учетом всех тайских особенностей и нормативов местного строительства».
1 января 2012 года был объявлен сбор средств для покупки участка земли и строительства собственного храма. Архимандрит Олег (Черепанин) так описал ту ситуацию: «на сегодня мы имеем храмы в Паттайе, на Пхукете и в других местах Таиланда, а Бангкок продолжает оставаться очень маленьким арендованным местом. Это уже не соответствует ни статусу нашей Церкви в стране, ни запросам самой общины, поскольку она увеличилась за последние годы. Кроме того, в связи с болезнью владелицы недвижимости права арендованного нами помещения перешли к её племяннице. Но она оказалась не столь щепетильной в отношении договоров аренды, как её тётушка, и арендная палата стала подниматься достаточно резко и достаточно часто. Поэтому, несмотря на то, что у нас не закончено строительство храмов на Самуи и в Паттайе, было принято решение начать строительство храма в Бангкоке и озаботиться покупкой земли».

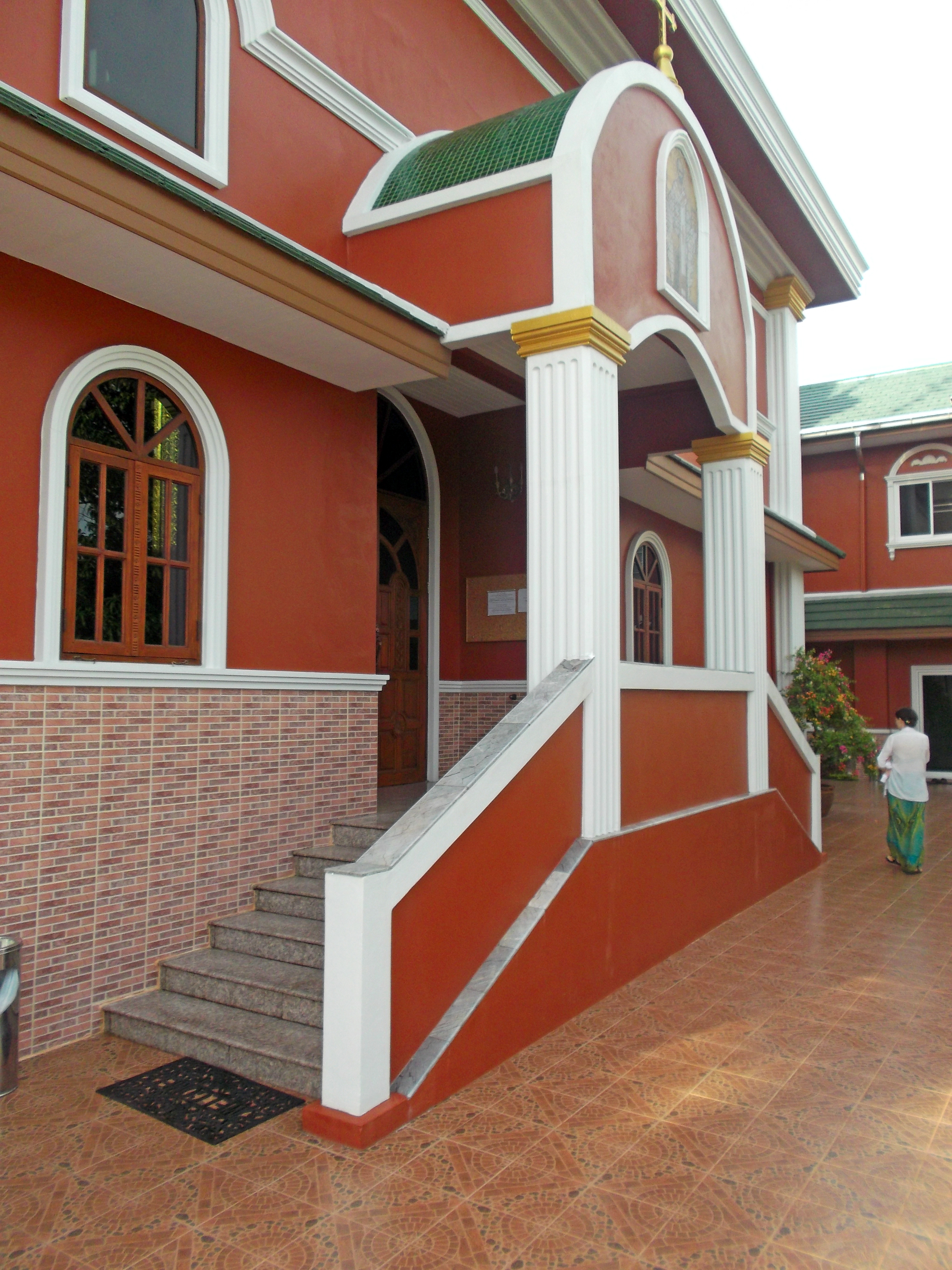
Западный вход. 28 августа 2014 года

В сентябре 2012 года Районная архитектурно-строительная государственная комиссия г. Бангкока одобрила проект храма и других прихрамовых построек, Однако, Православной Церкви в Таиланде предложено внести некоторые изменения в проект. Основное изменение коснулось устройства фундамента храма, поскольку при строительстве зданий выше 15 метров предусматривается необходимость сейсмоустойчивого фундамента. Было принято решение внести необходимые изменения в проект храма и предложить архитектору доработать проект с учётом замечаний.
20 декабря 2012 года архимандрит Олег (Черепанин) в сослужении клириков православных приходов в Таиланде — иерея Даная (Даниила) Ванна, иерея Романа Бычкова и иеродиакона Михаила (Чепель) совершил на строительной площадке Чин на основание храма
29 января 2014 года по случаю завершения строительства архимандрит Олег обратился со словами благодарности и признательности к пастве, жертвователям и благотворителям храма.
16 февраля 2014 года глава управления Московской патриархии по зарубежным учреждениям архиепископ Егорьевский Марк (Головков) в заключительный день своего архипастырского визита в Таиланд и Камбоджу возглавил освящение храма.
14 сентября 2014 года при соборе начала действовать Воскресная школа для детей в возрасте от 6 до 12 лет. До этого в Таиланде открылись православные воскресные школы в Пхукете и Самуи.
29 ноября 2017 года Свято-Николаевский собор посетила принцесса Таиланда Маха Чакри Сириндхорн, которая присутствовала за богослужением и ознакомилась с православными святынями храма.
4 декабря 2018 года начато строительство придела во имя преподобного Сергия Радонежского к левой части собора. Необходимость возведения придельного храма была обусловлена частотой богослужений, проводимых в соборе, а также все чаще возникающей необходимостью служения двух Божественных Литургий в воскресные и праздничные дни, особенно в дни празднования Рождества Христова и Пасхи. Кроме того, было сочтено более экономичным использование на буднях, при небольшом количестве богомольцев, придельного храма, а не задействовать целый собор. 30 апреля 2019 года завершилось строительство придельного храма в честь преподобного Сергия Радонежского.
25 октября 2021 года указом Патриарха Кирилла Николаевскому храму гор. Бангкока усвоен статус кафедрального собора Таиландской епархии.